# Deutsche Sprintmeisterschaften 2022
Die 26. Deutschen Sprintmeisterschaften wurden am 8. und 9. Oktober 2022 auf dem Main in Schweinfurt ausgetragen und vom Schweinfurter Ruder-Club Franken von 1882 organisiert.
Wie im Vorjahr wurden in 13 Bootsklassen Medaillen vergeben, davon je sechs bei den Männern und Frauen sowie eine in der Mixed-Klasse. Die Rennen wurden über eine Distanz von 350 Metern ausgetragen.

## Medaillengewinner

### Männer
| Bootsklasse            | Gold | Silber | Bronze |
| ---------------------- | --- | --- | --- |
| Einer                  | Felix Heinrich (RK Normannia Braunschweig) | Moritz Witten (WSV Honnef) | Moritz Römer (SV Scharnebeck) |
| Doppelzweier           | RV Bochum von 1920 Arne Irmai Gustav Humme | RTHC Bayer Leverkusen Christopher Ahn Nikita Mohr | SSV Planeta Radebeul Matthias Hähnel Conrad Albert |
| Zweier ohne Steuermann | RRG Mülheim Julius Wagner Henrik Stoepel | RV Münster von 1882 Leonard Benno Bührke Sebastian Merschel                                                                                                   | RU Arkona Berlin Philipp Czerr Christoph Krofitsch |
| Doppelvierer           | Kölner RV von 1877 Christian Förster Maxime Wülfrath Robin Goeritz Christopher Becerra                                                                                     | WSV Honnef Marc Danne Moritz Witten Clemens Issig Tim Danne                                                                                                   | Schweinfurter RC Franken Paul Philipp Dominik Blattert Julian-Alexander Waller Lorenz Grimm                                                                        |
| Vierer mit Steuermann  | RV Weser Hameln Florian Wissel Nick Armgardt Lars Wessel Thore Wessel Mareike Adomat (Stf.)                                                                                | RV Münster von 1882 Ole Kruse Leonard Benno Bührke Ivan Maidachevskyi Sebastian Merschel Julia Tertünte (Stf.)                                                | Osnabrücker RV Maurice Baack Tobias Nave Erik Brinkmann Jonas Rohe Lena Beckmann (Stf.)                                                                            |
| Achter                 | RRG Mülheim Julius Wagner Francis-Raphael Kinda-Olinga Florian Klar Martin Kiefer Dirk Passareck Henrik Stoepel Philipp Uebachs Simon Schlott Emilia Maria Gallinat (Stf.) | Kölner RV von 1877 Bruno Hirsch Maxime Wülfrath Christian Förster Jonas Karthaus Aaron My Vincent Schmitz Robin Goeritz Christopher Becerra Malte Otto (Stm.) | RU Arkona Berlin Daniel Schmedes Phillipp Czerr Artur Inopin Christoph Krofitsch Felix Hackenbroch Max Richter Toni Czerr Niclas Paprocki Johannes Schulten (Stm.) |

### Frauen
| Bootsklasse            | Gold | Silber | Bronze |
| ---------------------- | --- | --- | --- |
| Einer                  | Aurelia-Maxima Janzen (Rostocker RC von 1885) | Jessica Liebe (Rendsburger RV) | Annika Steinau (RC Witten von 1892) |
| Doppelzweier           | RV Münster von 1882 Julia Tertünte Tjorven Schneider | Limburger CfW Sarjana Klamp Sophia Krause | TV 1877 Essen-Kupferdreh Kira Gerth Anne Fischer |
| Zweier ohne Steuerfrau | Rendsburger RV Jessica Liebe Lena Fritze | RU Arkona Berlin Wiebke Kaufhold Mandy Reppner | RV Münster von 1882 Celina Waldschmidt Frederike Föster |
| Doppelvierer           | Mainzer Ruder-Verein von 1878 Mareike Stölzner Inken Bargstedt Linda Battling Laura Brenker                                                                       | TV 1877 Essen-Kupferdreh Maria Waldheuer Kira Gerth Anne Fischer Laura Kampmann | Mannheimer RG Baden Marina Warncke Sandra Luptowitsch Leonie Herrmann Verena Schuhmacher-Moster                                                                          |
| Vierer mit Steuerfrau  | RU Arkona Berlin Scarlett Gelleszun Jessika Fuhr Wiebke Kaufhold Mandy Reppner Lisa Hellmers (Stf.)                                                               | Crefelder RC 1883 Lena Giesing Lina Mölder Theresa Hülsmann Louisa Heinermann Mia Wegele (Stf.)                                                                                           | Hannoverscher RC von 1880 Janka Kirstein Stephanie Krohne Eeske Ubben Ronja Reiners Golo Götz Kreysing (Stm.)                                                            |
| Achter                 | RU Arkona Berlin Scarlett Gelleszun Sofie Vardakas Jessika Fuhr Louisa Neuland Ella Cosack Wiebke Kaufhold Mandy Reppner Marlene Schollmeyer Lisa Hellmers (Stf.) | Mainzer Ruder-Verein von 1878 Mareike Stölzner Pia Breinbauer Vanessa Fiedler Inken Bargstedt Laura Brenker Linda Battling Ruth Eisenträger Christina Berchtold Carolyn Somorowsky (Stf.) | Hannoverscher RC von 1880 Eeske Ubben Hanna Thümler Janka Kirstein Julia Schwengber Carlotta Bunck Ronja Reiners Stephanie Krohne Charlotte Freitag Julia Triesch (Stf.) |

### Mixed
| Bootsklasse  | Gold                                                                          | Silber                                                              | Bronze                                                                      |
| ------------ | ----------------------------------------------------------------------------- | ------------------------------------------------------------------- | --------------------------------------------------------------------------- |
| Doppelvierer | Kölner RV von 1877 Sabrina Schoeps Robin Goeritz Pia Otto Christopher Becerra | Limburger CfW Sarjana Klamp Sophia Krause Simon Schmitt Nils Krause | RU Arkona Berlin Marlene Schollmeyer Philipp Czerr Artur Inopin Ayse Gündüz |